# Кахемба (аеропорт)
Аеропорт Кахемба (ICAO: FZCF) — аеропорт, що знаходиться за 5 км на південний схід від міста Кахемба в провінції Кванго (Демократична Республіка Конго).